# Fauvette de Rüppell
Curruca ruppeli
Espèce
Statut de conservation UICN

 LC  : Préoccupation mineure

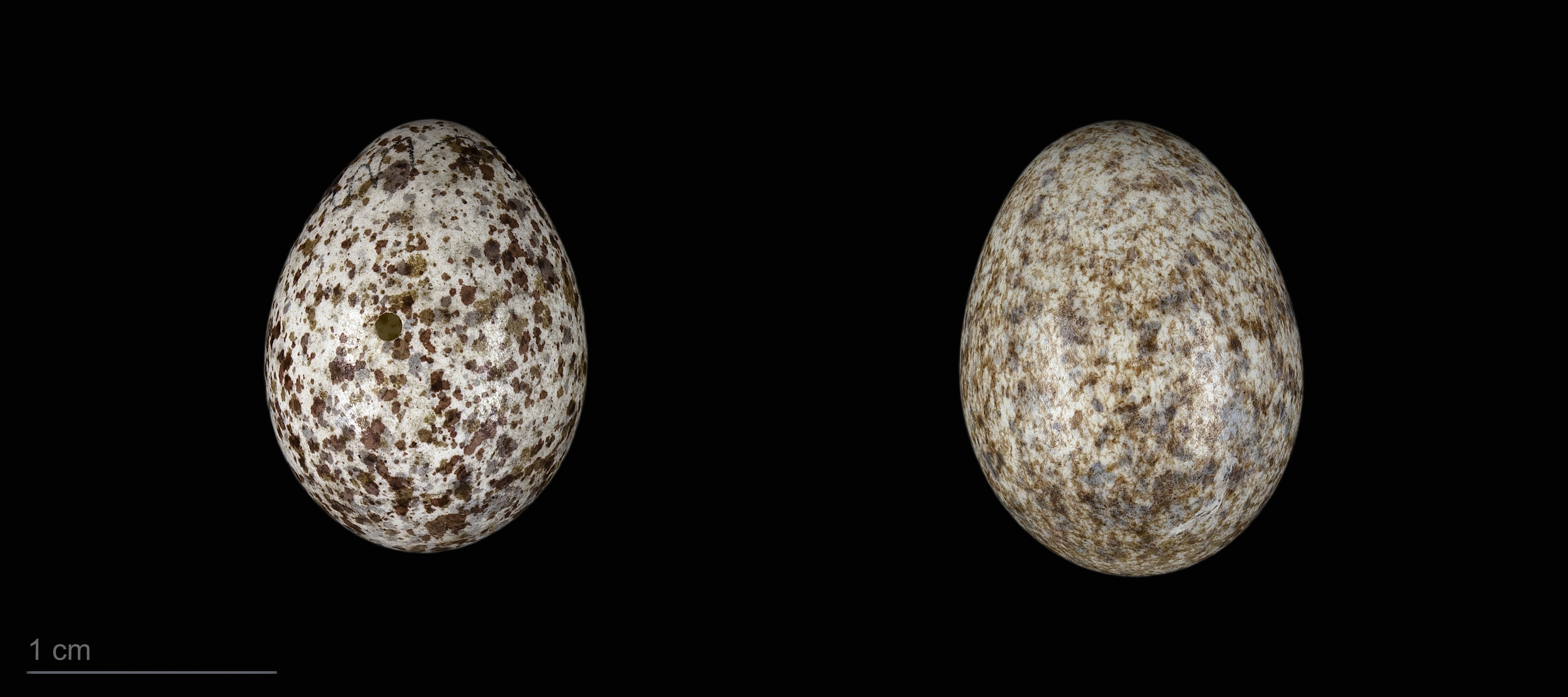
Oeufs de Curruca ruppeli - Muséum de Toulouse

La Fauvette de Rüppell (Curruca ruppeli) ou fauvette masquée, est une espèce de passereaux appartenant à la famille des Sylviidae. Son nom normalisé français a été donné en l'honneur de l'explorateur et zoologiste allemand Wilhelm Peter Eduard Simon Rüppell (1794-1884).
Cet oiseau fréquente le nord-est du bassin méditerranéen.

## Systématique
La fauvette de Rüppell faisait anciennement partie du genre Sylvia, mais a depuis été reclassée dans le genre Curruca après que celui-ci a été séparé de Sylvia.